# Anchee Min
Anchee Min (chinois : 閔安琪 ; pinyin : Mǐn Ānqí), née le 14 janvier 1957 à Shanghai est une peintre, photographe, musicienne et écrivaine chinoise qui vit à San Francisco et Shanghai.

## Biographie
Née à Shanghai, Anchee Min fut envoyée dans un camp de travail à dix-sept ans, quand elle fut découverte par des chercheurs de talents. Elle travailla comme actrice aux Shanghai Film Studio et s'en alla aux États-Unis en 1984 avec l'aide de l'actrice Joan Chen.

### Écriture
Les mémoires d'Anchee Min, L'Azalée rouge ou encore The Cooked Seed: A Memoir, et ses nouvelles suivantes sont semi-autobiographiques. Certains de ses écrits reflètent un temps particulier de l'histoire de la Chine, s'appuyant en particulier sur des personnages féminins forts, dont entre autres Jiang Qing, femme de Mao Zedong, et Cixi, dernière impératrice douairière de Chine,.

## Œuvres

### Mémoires
- L'Azalée rouge (1994, première traduction française an 1999)
- (en) The Cooked Seed: A Memoir (2013)

### Fiction
- Katherine (1995)
- (en) Becoming Madame Mao (2001)
- (en) Wild Ginger (2002)
- Impératrice Orchidée 1, la concubine (2004, première traduction française an 2007)
- Impératrice Orchidée 2, la souveraine (2007, première traduction française an 2008)
- Perle de Chine (2010, première traduction française an 2012)